# Austre Kanstad
Austre Kanstad est une localité du comté de Nordland, en Norvège.

## Géographie
Administrativement, Austre Kanstad fait partie de la kommune de Lødingen.